# 蔡塘站 (厦门地铁)
蔡塘站（廈門話：/t͡sʰua˥˧ tʰŋ̍˧˥/）位于中华人民共和国福建省厦门市思明区呂岭路与云顶中路交叉口地下，是厦门轨道交通2号线的地铁车站，于2019年12月25日开通运营。

## 车站结构
蔡塘站为地下二层车站。车站地下一层为站厅层；地下二层为2号线站台层，岛式站台。
| 地面层   | 出入口                               | 出入口                         |
| 地下一层 | 站厅                                 | 票务服务、客服中心、进出站闸机 |
| 地下二层 | 西行                                 | 2 往天竺山方向 （後埔）        |
| 地下二层 | 岛式站台，列车运行方向左侧的车门开启 |                                |
| 地下二层 | 東行                                 | 2 往五緣灣方向 （古地石）      |